# Chojna (gromada w powiecie chojeńskim)
Chojna – dawna gromada, czyli najmniejsza jednostka podziału terytorialnego Polskiej Rzeczypospolitej Ludowej w latach 1954–1972.
Gromady, z gromadzkimi radami narodowymi (GRN) jako organami władzy najniższego stopnia na wsi, funkcjonowały od reformy reorganizującej administrację wiejską przeprowadzonej jesienią 1954 do momentu ich zniesienia z dniem 1 stycznia 1973, tym samym wypierając organizację gminną w latach 1954–1972.
Gromadę Chojna z siedzibą GRN w mieście Chojnie (nie wchodzącym w skład gromady) utworzono 31 grudnia 1959 w powiecie chojeńskim w woj. szczecińskim na mocy uchwały nr V/56/59 WRN w Szczecinie z dnia 28 sierpnia 1959. W skład jednostki weszły obszary zniesionych gromad Nawodna, Mętno i Godków w tymże powiecie.
Pod koniec 1960 w skład gromady Chojna wchodziły następujące miejscowości: Brwice, Czartoryja, Drozdowo, Garnowo, Garnówko, Godków, Jelenin, Jelonki, Konopacz, Łaziszcze, Mętno, Mętno Małe, Nadolnik, Nagórnik, Nawodna, Ostrów, Parchacin, Stoki, Wadzim i Wilcze.
1 stycznia 1972 do gromady Chojna włączono miejscowości Błądzim, Gęślice, Górki Krajnickie, Grabowo, Kochanówka, Krajnik Dolny, Krajnik Górny, Krzymów, Kuropatniki, Ognica, Raduń, Ustok i Zatoń Dolna ze zniesionej gromady Krajnik Górny oraz miejscowości Białęgi, Narost i Szczygłów ze zniesionej gromady Warnice w tymże powiecie.
Gromada przetrwała do końca 1972 roku, czyli do kolejnej reformy gminnej. 1 stycznia 1973 w powiecie chojeńskim reaktywowano zniesioną w 1954 roku gminę Chojna (od 1999 gmina Chojna należy do powiatu gryfińskiego w woj. zachodniopomorskim).